# Ksantynuria
Ksantynuria, inaczej niedobór oksydazy ksantynowej – rzadkie zaburzenie genetyczne, w którym występuje niedobór oksydazy ksantyny, enzymu niezbędnego do przekształcania ksantyny do kwasu moczowego.
U chorych występują niezwykle wysokie stężenie ksantyny i hipoksantyny we krwi i moczu, co może prowadzić do powikłań, takich jak niewydolność nerek i powstanie ksantynowych kamieni nerkowych (złogi niecieniujące), jednego z najrzadszych rodzajów kamieni nerkowych.
W surowicy i moczu kwas moczowy występuje w niskim stężeniu. Na pieluszkach chorego dziecka może wystąpić ceglasty osad.

## Leczenie
Nie ma szczególnego leczenia poza przyjmowaniem dużej ilości płynów i unikaniem żywności bogatej w puryny.